# کلمنت کلیبورن کلی
کلمنت کلیبورن کلی (به انگلیسی: Clement Claiborne Clay) سناتور سابق عضو حزب دموکرات ایالات متحده آمریکا بود. وی در سال ۱۸۵۳ تا ۱۸۶۱ میلادی سناتور ایالت آلاباما در سنای ایالات متحده آمریکا بود.